# Česká Třebová
Česká Třebová (in tedesco Böhmisch Trübau) è una città della Repubblica Ceca facente parte del distretto di Ústí nad Orlicí, nella regione di Pardubice.
La città è stata menzionata per la prima volta nel 1278, ma il maggior sviluppo si è avuto dopo il 1845, quando vennero costruite la tratte ferroviarie Olomouc - Česká Třebová - Praga e Brno - Česká Třebová (1849).
In questa città si trova una sede dell'Università di Pardubice.

## Geografia fisica
Česká Třebová si trova a circa 8 chilometri a sud di Ústí nad Orlicí e 49 km a sud-est di Pardubice. Si trova negli altopiani Svitavy. Il punto più alto è il colle Palice a 613 m sul livello del mare. La città è situata nella valle del fiume Třebovka.

## Origini del nome
Il nome Třebová deriva dall'antico verbo ceco triebiti, che significava "abbattere, pulire". Il nome si riferisce alla fondazione di insediamenti sul sito di un bosco che doveva essere prima abbattuto. Per prima cosa venne creato il nome del fiume Třebovka, poi venne trasferito agli insediamenti lungo il fiume. L'attributo Česká (che significa "boemo") è stato aggiunto per distinguerlo da Moravská Třebová.

## Storia
La prima menzione scritta di Česká Třebová risale al 1278. Fu fondata durante il regno del re Ottocaro II di Boemia come una città con pianta regolare e piazza rettangolare al centro.
Nel 1304 il re Venceslao II la donò al monastero di Zbraslav e più tardi, nel XIV secolo, la città appartenne ai vescovi di Litomyšl. Nei secoli XV e XVI la città prosperò. Fu proprietà di diverse famiglie nobili, tra cui la famiglia Pernstein e la famiglia Bohdanecký di Hodkov, che sostennero l'artigianato tessile e fecero costruire il campanile rinascimentale.
A causa della guerra dei trent'anni, delle pestilenze e degli incendi, divenne povera e insignificante. Questa condizione durò fino alla metà del XIX secolo. Nel 1845 fu costruita la ferrovia da Praga a Olomouc via Česká Třebová e nel 1849 la ferrovia da Brno a Česká Třebová. Ciò ha notevolmente aiutato lo sviluppo della città, ha contribuito a creare nuovi posti di lavoro e ad attrarre nuove persone.

## Monumenti e luoghi d'interesse

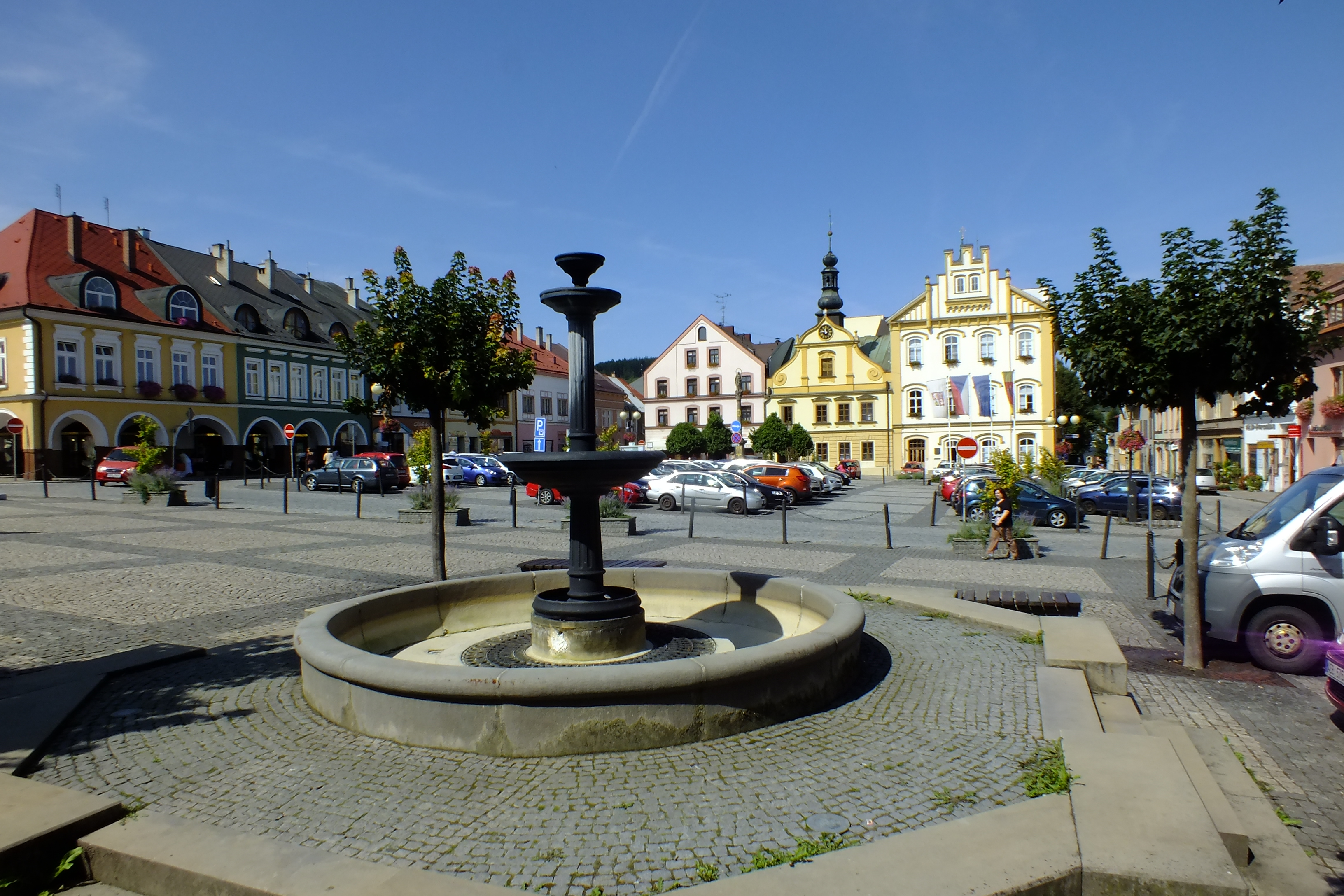
Piazza Staré

Il centro storico si sviluppa intorno alla piazza Staré. Il punto di riferimento della piazza è il municipio, costruito probabilmente nel 1547. Al centro della piazza si trova la colonna mariana del 1706. La chiesa di San Giacomo il Maggiore fu costruita in stile neoclassico nel 1794–1801. Attorno alla chiesa si trovano diverse pregevoli statue tardo barocche realizzate dal 1712 al 1719. Il decanato accanto alla chiesa fu costruito nel 1783–1786. La chiesa è collegata alla piazza da due vie parallele, Klácelova e Hýblova. In via Klácelova si trova la casa neoclassica n. 11 del 1804 che ospita il museo civico e il centro di informazioni turistiche.

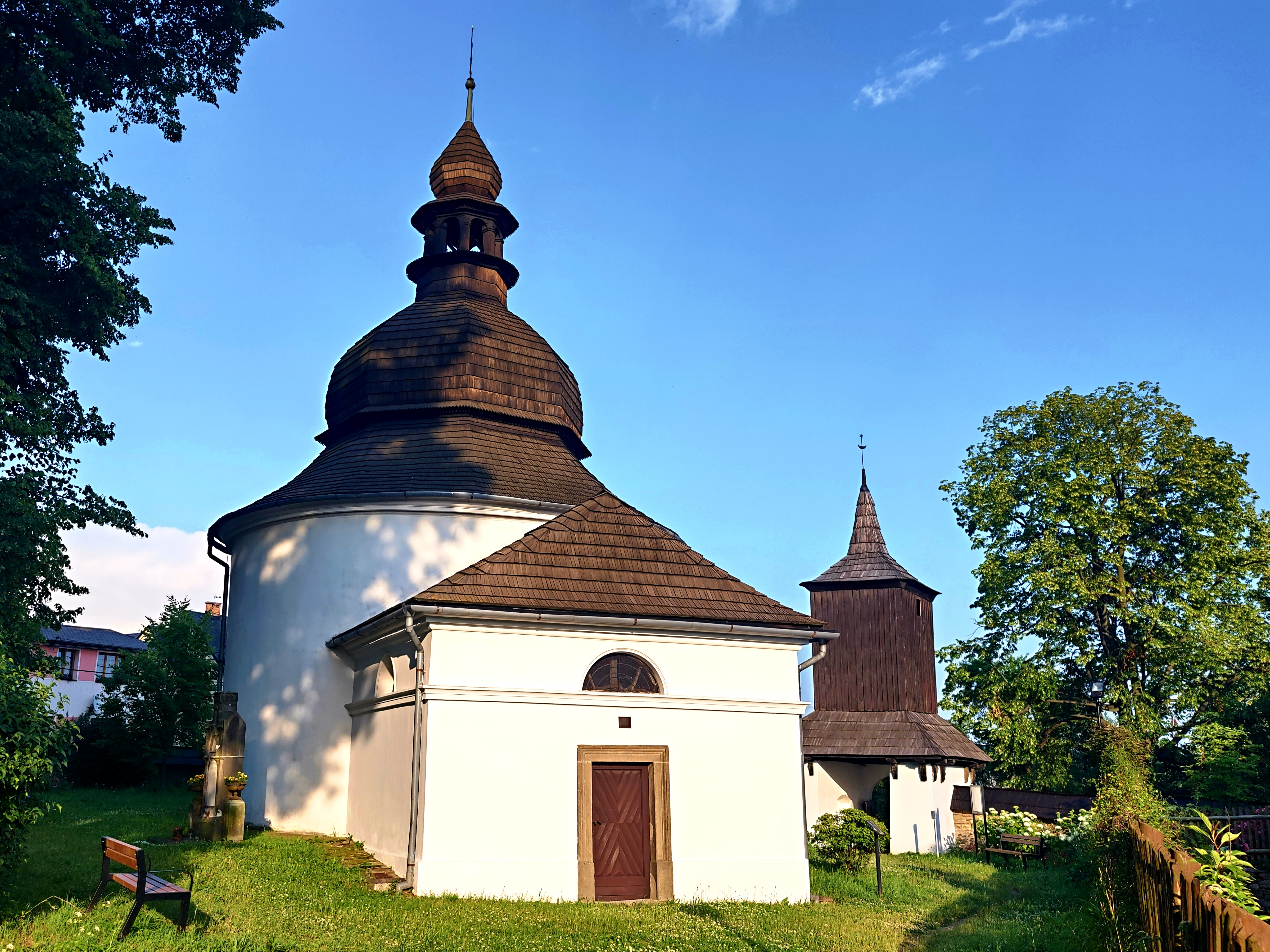
La cappella di Santa Caterina, con il campanile in legno

La cappella di Santa Caterina fu costruita agli inizi del XIII secolo ed è più antica della città. La rotonda originariamente romanica fu mescolata con altri stili durante diverse ricostruzioni.
Il villaggio di Kozlov è noto per il cottage che il pittore Max Švabinský visitava spesso e che qui dipinse. Oggi c'è una mostra del museo cittadino. A Kozlov si trova anche la cappella in legno della Vergine Maria del 1753. Sopra Kozlov, sulla collina Kozlovský, a 601 metri di altitudine, si trova una torre panoramica alta 55 metri.

## Società

### Evoluzione demografica
Abitanti censiti

## Economia
Il principale datore di lavoro con sede nella città è la società CZ Loko, che si occupa di produzione, riparazione e ammodernamento di locomotive. Ha più di 600 dipendenti. La seconda azienda più grande è la Korado, che produce caloriferi.

## Infrastrutture e trasporti

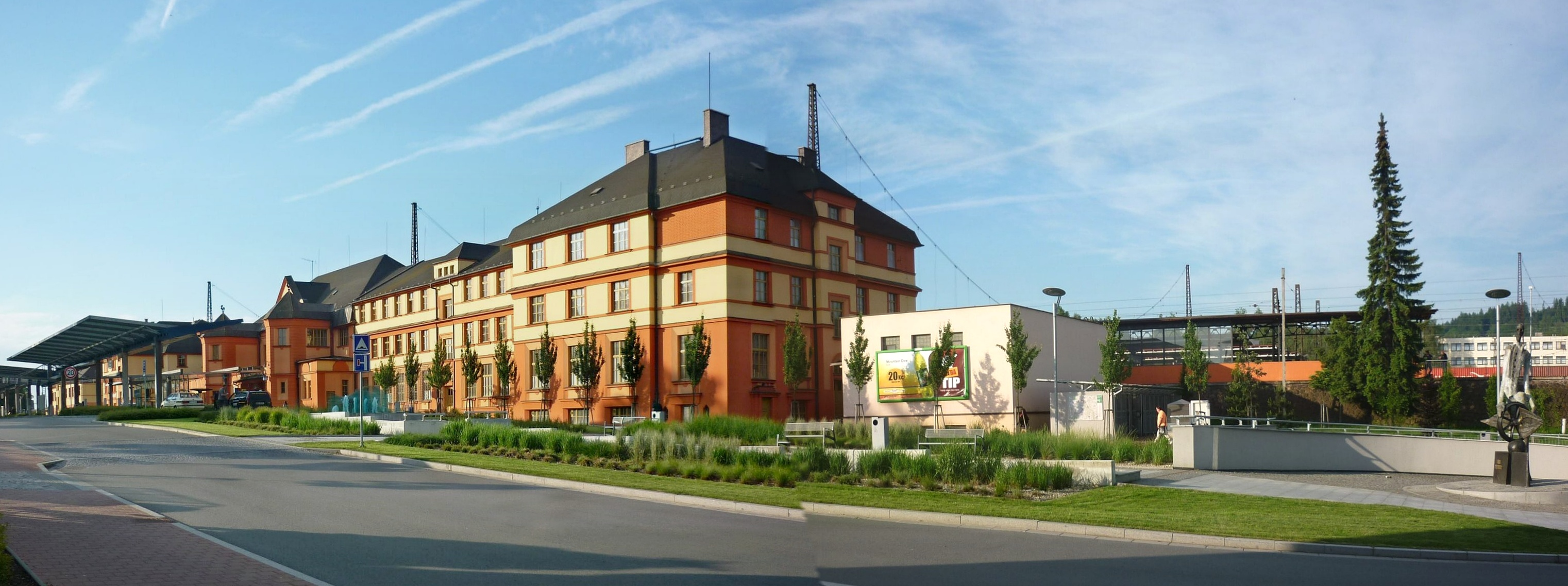
Piazza Jan Perner con le stazioni degli autobus e dei treni

La stazione ferroviaria di Česká Třebová è un importante nodo ferroviario che collega Praga con due corridoi paneuropei.

## Amministrazione

### Gemellaggi
Česká Třebová è gemellata con:
- Agrate Brianza
- Oława
- Svit

## Sport
La città ospita un club di hockey su ghiaccio di quarta divisione, l'HC Kohouti Česká Třebová, che gioca nell'arena "Na Skále" con una capienza di 1.200 spettatori.

## Galleria d'immagini

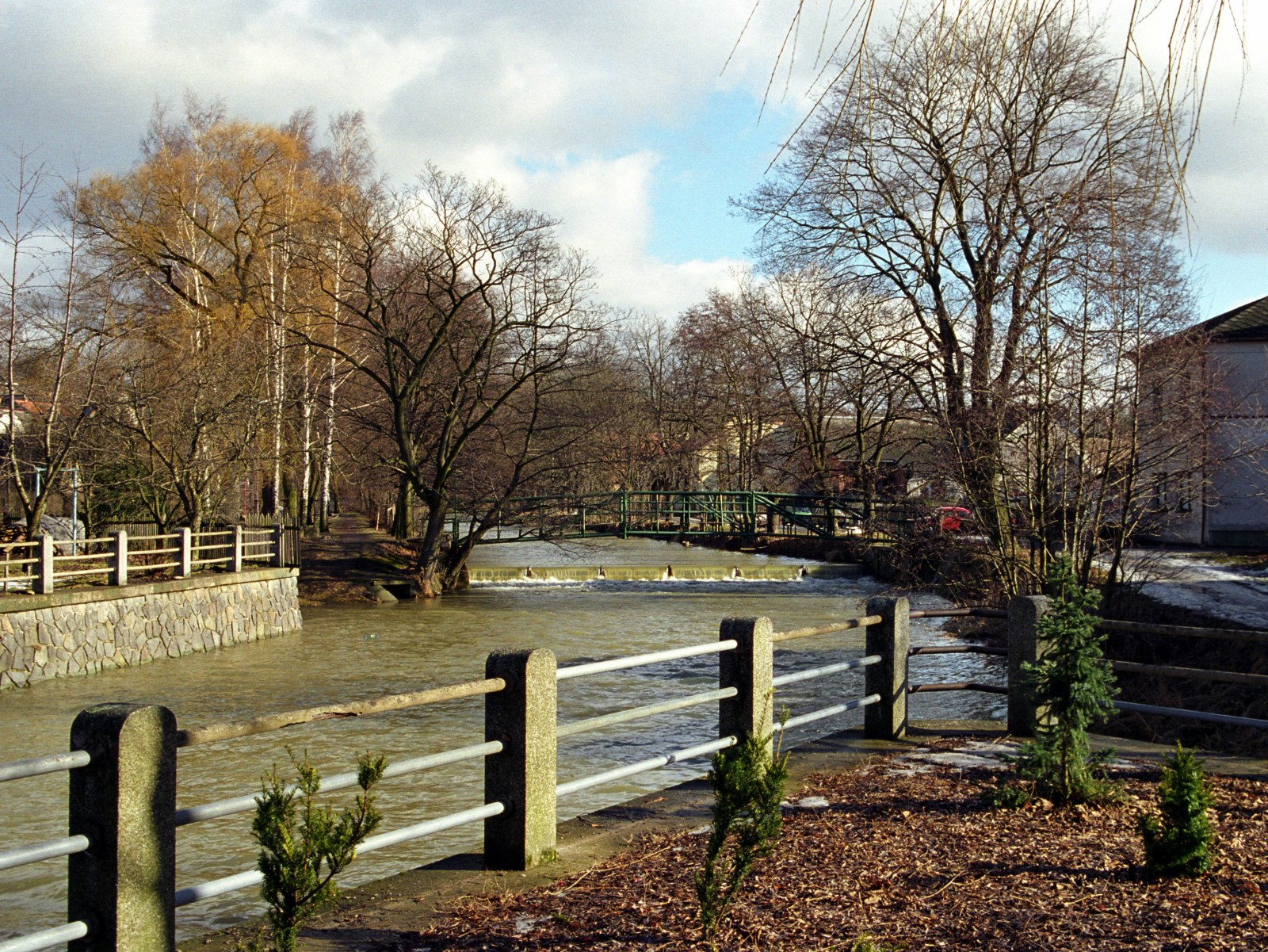
Il fiume Třebovka
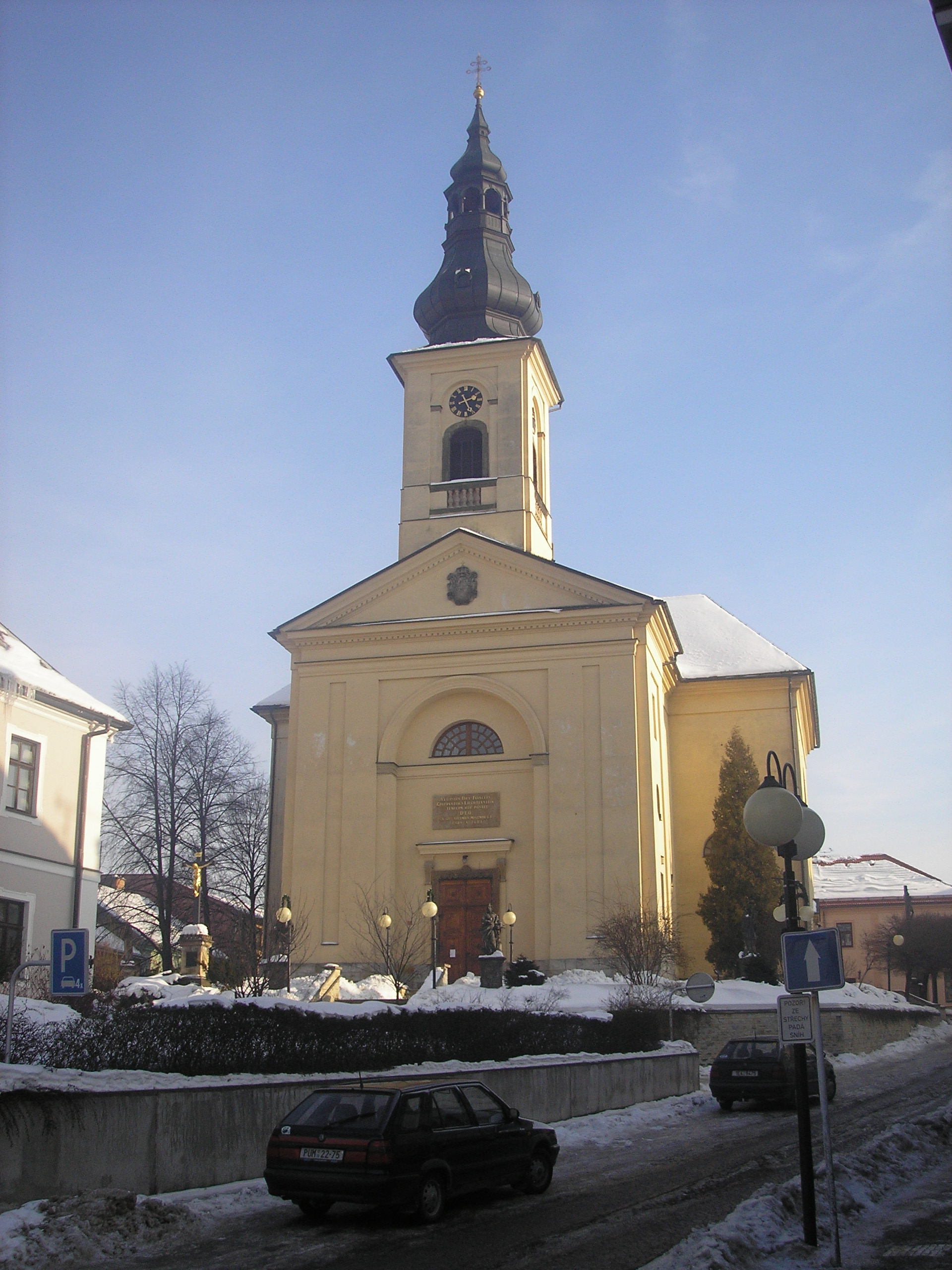
La chiesa di San Giacomo il Maggiore
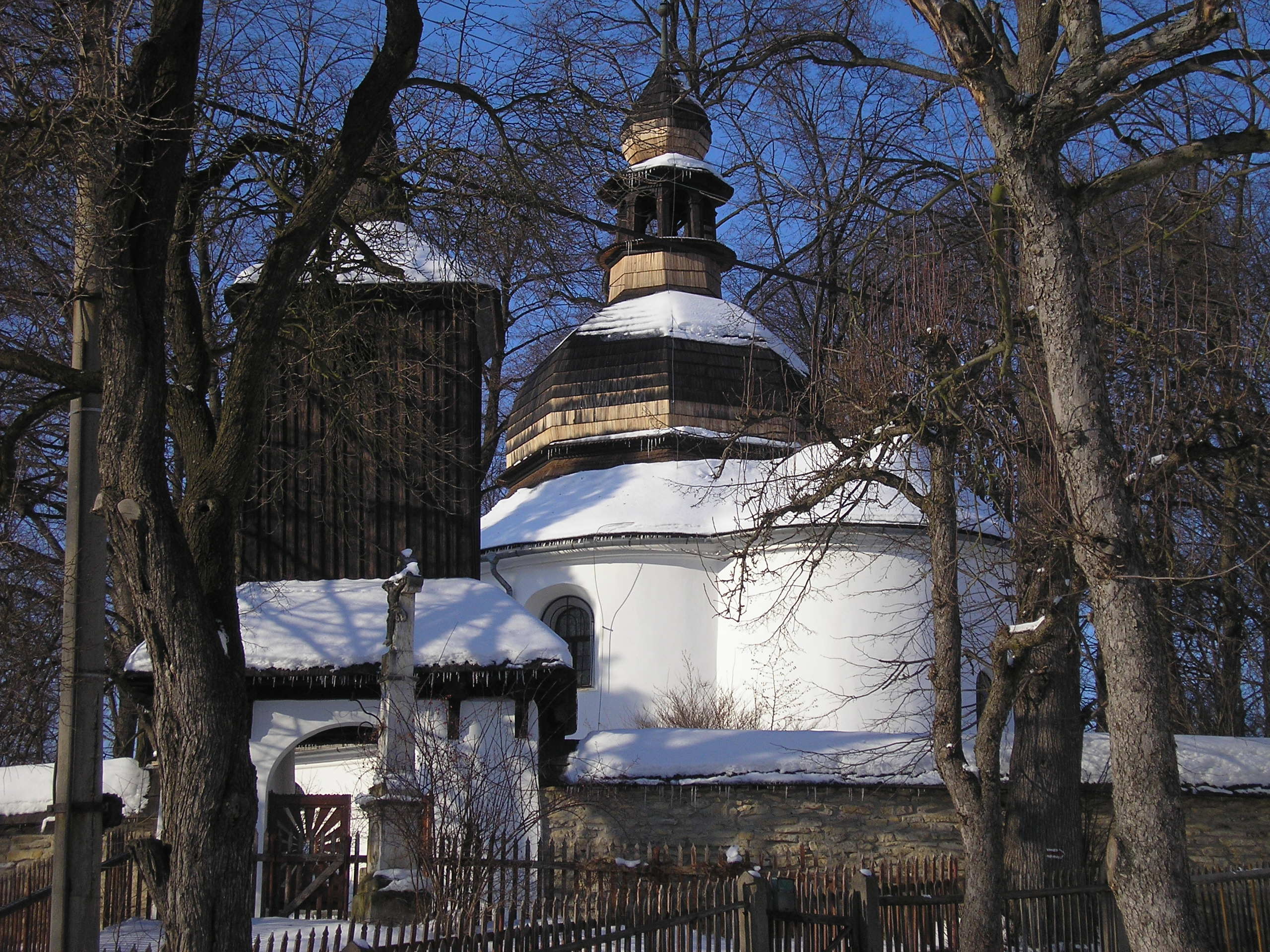
La cappella di Santa Caterina
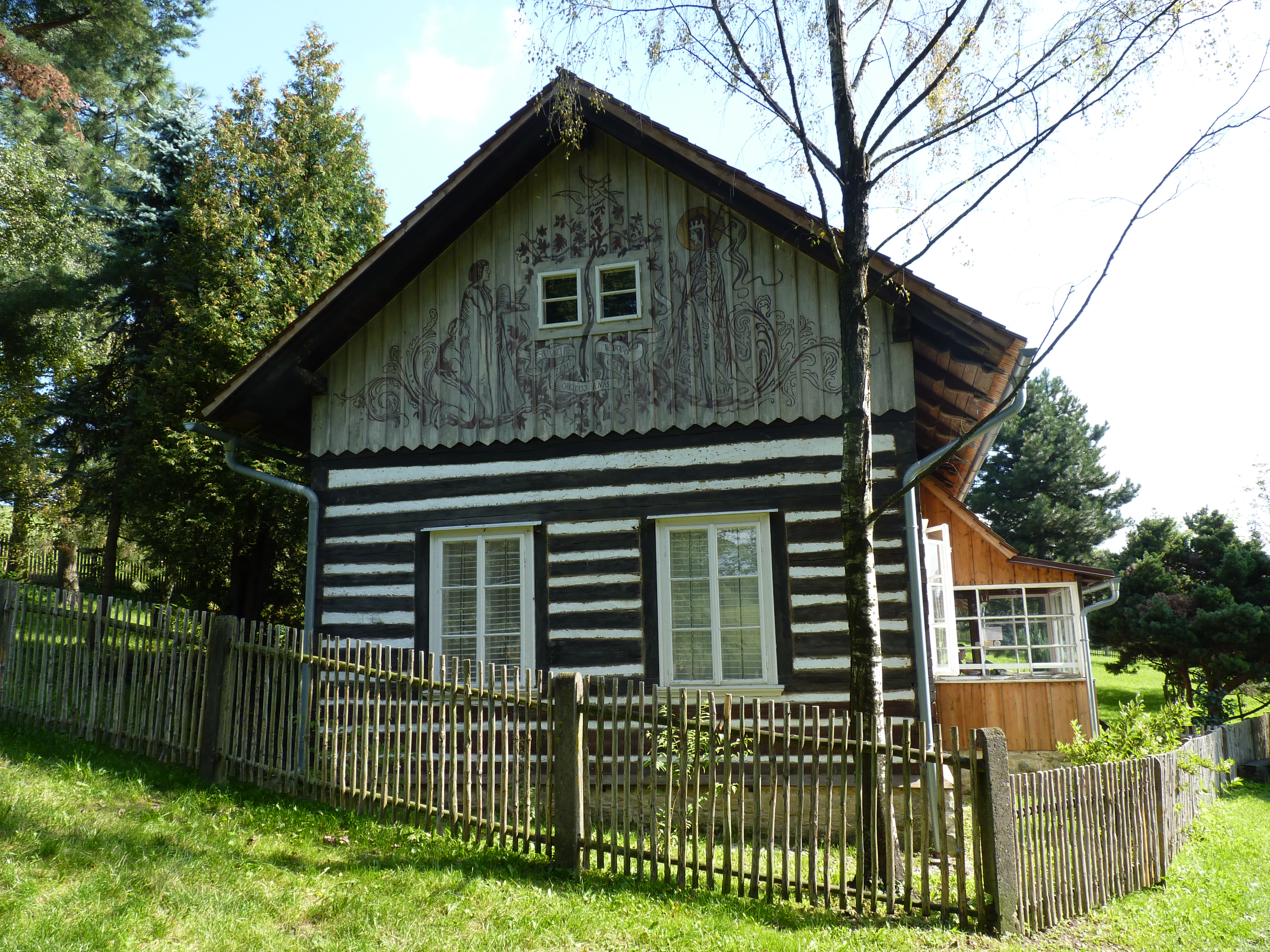
Il cottage di Max Švabinský
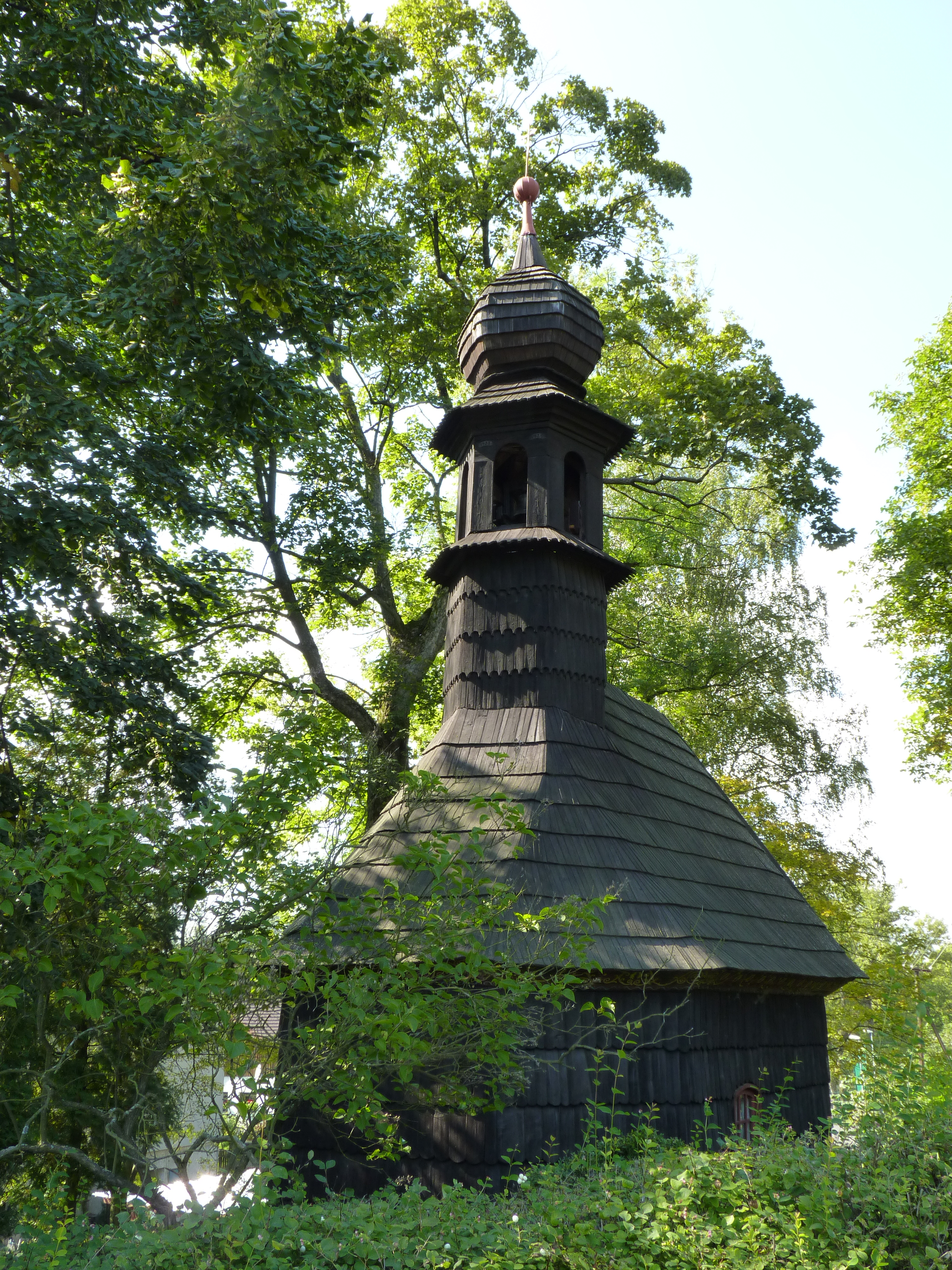
La cappella in legno della Vergine Maria a Kozlov
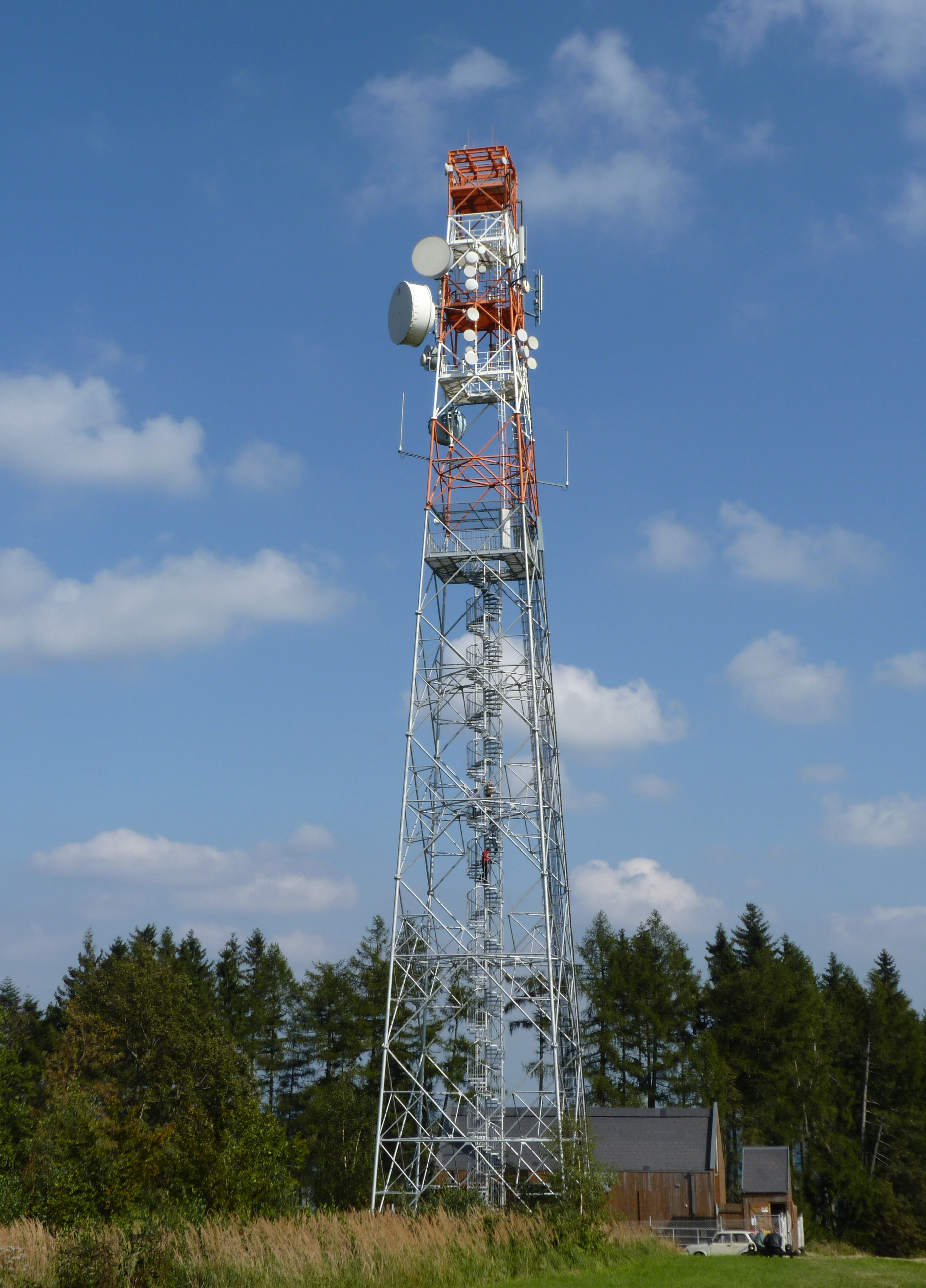
La torre di osservazione a Kozlov
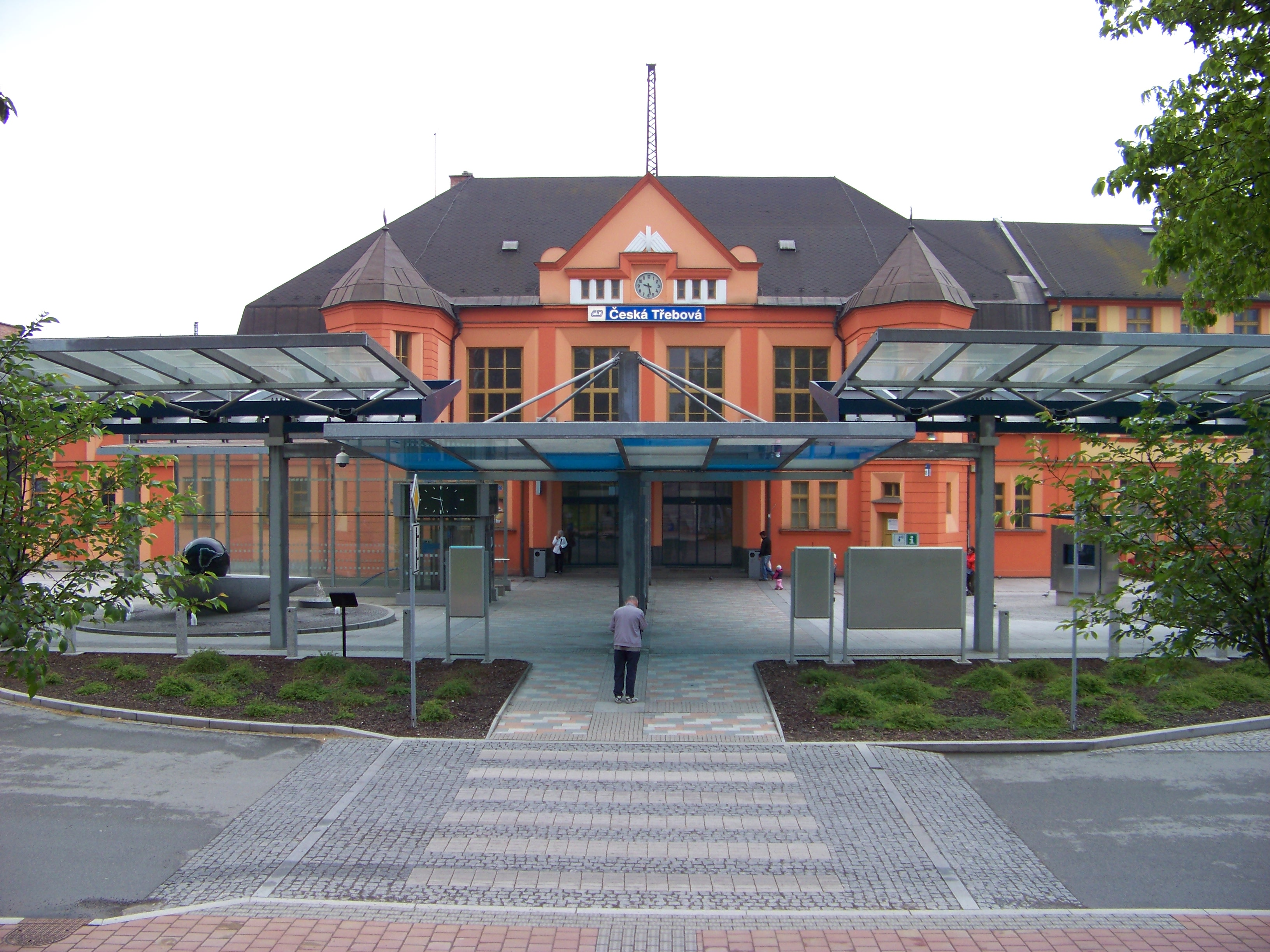
L'ingresso della stazione